# Épidémie dansante de 1518

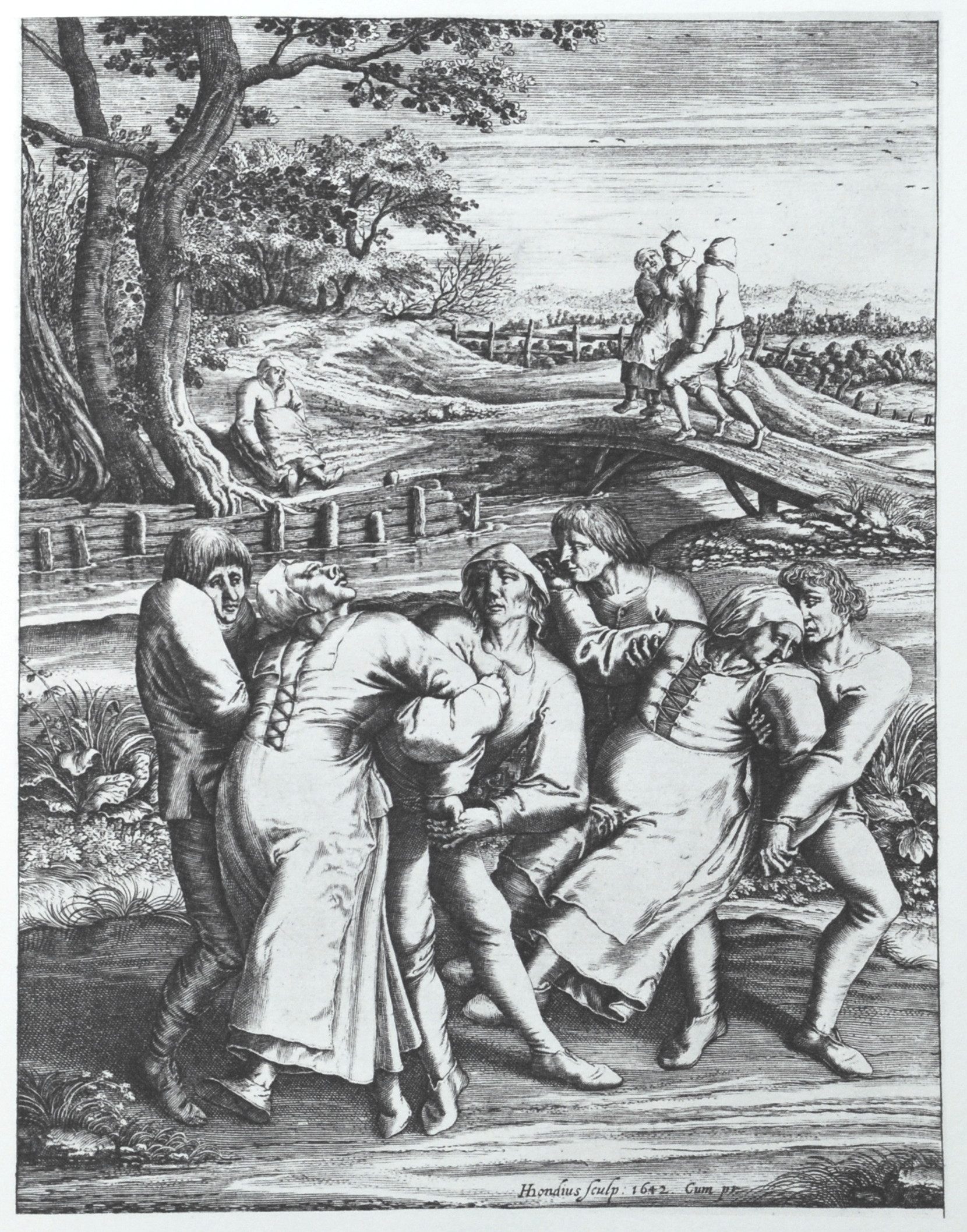
Gravure de montrant trois femmes affectées par la peste dansante.

L'épidémie dansante de 1518 est un cas de manie dansante observé en juillet 1518 à Strasbourg, alors ville libre du Saint-Empire romain germanique.
De nombreuses personnes dansèrent sans se reposer durant plus d'un mois, certaines d'entre elles décédèrent de crise cardiaque, d'accident vasculaire cérébral ou d'épuisement, bien qu'aucun auteur contemporain aux faits n’évoque de décès liés à cette épidémie.

## Description
Plusieurs manifestations importantes de manie dansante ont été répertoriées au cours des siècles, notamment le 15 juin 1237 à Erfurt, le 24 juin 1374 aux Pays-Bas ou à Aix-la-Chapelle, en 1417 et 1418 en Alsace.
Selon Paracelse, l'épidémie de Strasbourg débuta en juillet 1518 lorsqu'une femme, Frau Troffea (nom cité par Paracelse, quoique « fort improbable »), se mit à danser avec ferveur dans une rue de Strasbourg pendant quatre à six jours,. En une semaine, 34 autres personnes s'étaient mises à danser et, en un mois, elles furent aux alentours de 400. Certaines finirent par mourir de crise cardiaque, d'accident vasculaire cérébral ou d'épuisement bien qu'aucun auteur contemporain aux faits n'évoque de décès liés à cette épidémie de manie dansante,.
Les documents historiques de l'époque, incluant des « notes des médecins, des sermons de la cathédrale, des chroniques locales et régionales et même les billets émis par le conseil municipal de Strasbourg » indiquent clairement que les victimes dansaient. On ignore encore aujourd'hui pourquoi ces personnes se sont mises à danser jusqu'à ce que mort s'ensuive. L'épidémie de Strasbourg de 1518 « est l'une des mieux documentées. C'est même la seule à avoir pu être reconstituée aussi précisément. [...] Au total, une vingtaine d'épisodes comparables ont été rapportés entre 1200 et 1600. Le dernier serait survenu à Madagascar, en 1863. »
Comme l'épidémie s'aggravait, des nobles inquiets demandèrent l'avis des médecins locaux. Ces derniers rejetèrent les causes astrologiques et surnaturelles, annonçant qu'il s'agissait d'une « maladie naturelle », causée par un « sang trop chaud ». Néanmoins, au lieu de prescrire des saignées comme il était d'usage, les autorités encouragèrent les danseurs en établissant un marché aux grains et en construisant une scène en bois. Ils pensaient en effet que les malades ne s'arrêteraient de danser que s'ils pouvaient le faire sans interruption jour et nuit jusqu'à épuisement. Pour améliorer l'efficacité du traitement, les autorités embauchèrent même des musiciens pour maintenir la danse des malades,.

## Postérité
En 2018, Jean Teulé publie Entrez dans la danse, un roman historique relatant les événements de Strasbourg en 1518, adapté en 2019 en bande dessinée avec Richard Guérineau.
En 2020, le réalisateur anglais Jonathan Glazer réalise le court-métrage Strasbourg 1518, présentant des gens dansant, enfermés dans des appartements aux murs vides. Le film a été tourné durant le confinement dû à la pandémie de Covid-19, faisant ainsi un parallèle entre les deux épidémies.
Le groupe suisse Cellar Darling sort en 2021 le single DANCE, en grande partie inspiré par l'épidémie dansante de 1518 mais faisant aussi un parallèle avec la société contemporaine.
Le jeu vidéo Elden Ring contient une référence à cette épidémie dansante. Le village aux Moulins situé au nord de la carte est un village uniquement habité par des villageoises possédées qui ne s'arrêtent jamais de danser, sauf si le joueur les attaque.[réf. nécessaire]
L'autrice Kiran Millwood Hargrave utilise l'épidémie dansante de Strasbourg de 1518 comme trame historique dans son roman La danse des damnées paru en 2023.
La metteure en scène Julie Desmet Weaver s'inspire du fait-divers pour concevoir un film immersif pour dôme, mettant en scène la peste dansante. Cette œuvre chorégraphiée par Eugénie Andrin et mise en image par Claire Allante, revisite le roman de Jean Teulé, dans un motif contemporain. L'œuvre fait sa première au Théâtre national de Chaillot en juin 2023.